# Дукля (Теплицький район)
Дукля — колишнє селище в Україні, підпорядковувалося Соболівській сільській раді Гайсинського району Вінницької області.
18 грудня 2012 року рішенням Вінницької обласної ради виключене з облікових даних. Код КОАТУУ — 0523786403. Але назву дотепер носить станція Дукля.